# 松竹梅
松竹梅（しょうちくばい）は、慶事・吉祥のシンボルとして松・竹・梅の3点を組み合わせたもののことで、日本では祝い事の席で謡われたり、引出物などの意匠にも使われてきた。もともとは中国の「歳寒三友」が日本に伝わったものである。

## 松竹梅をモチーフとした作品など

### 邦楽
いわゆる祝儀曲としてよく歌われるものも含まれる。
- 地歌・箏曲
  - 『松竹梅』江戸時代の三つ橋勾当の曲。
  - 『新松竹梅』 （二代菊沢検校作曲）
  - 『明治松竹梅』（箏曲・菊塚検校作曲）
  - 『昭和松竹梅』（箏二重奏曲・宮城道雄作曲）
  - 『編曲松竹梅』（宮城道雄編曲） 三つ橋勾当の『松竹梅』を大合奏用に編曲したもの。
- 河東節 - 四代目山彦河良による。
- 長唄
  - 二代目杵屋正次郎の『室咲松竹梅』。
  - 三代目杵屋正次郎の『君が代松竹梅』。
  - 十一代目代杵屋六佐衛門の『三曲松竹梅』。
  - 十二代目杵屋六佐衛門の『新松竹梅』。

### 美術、意匠

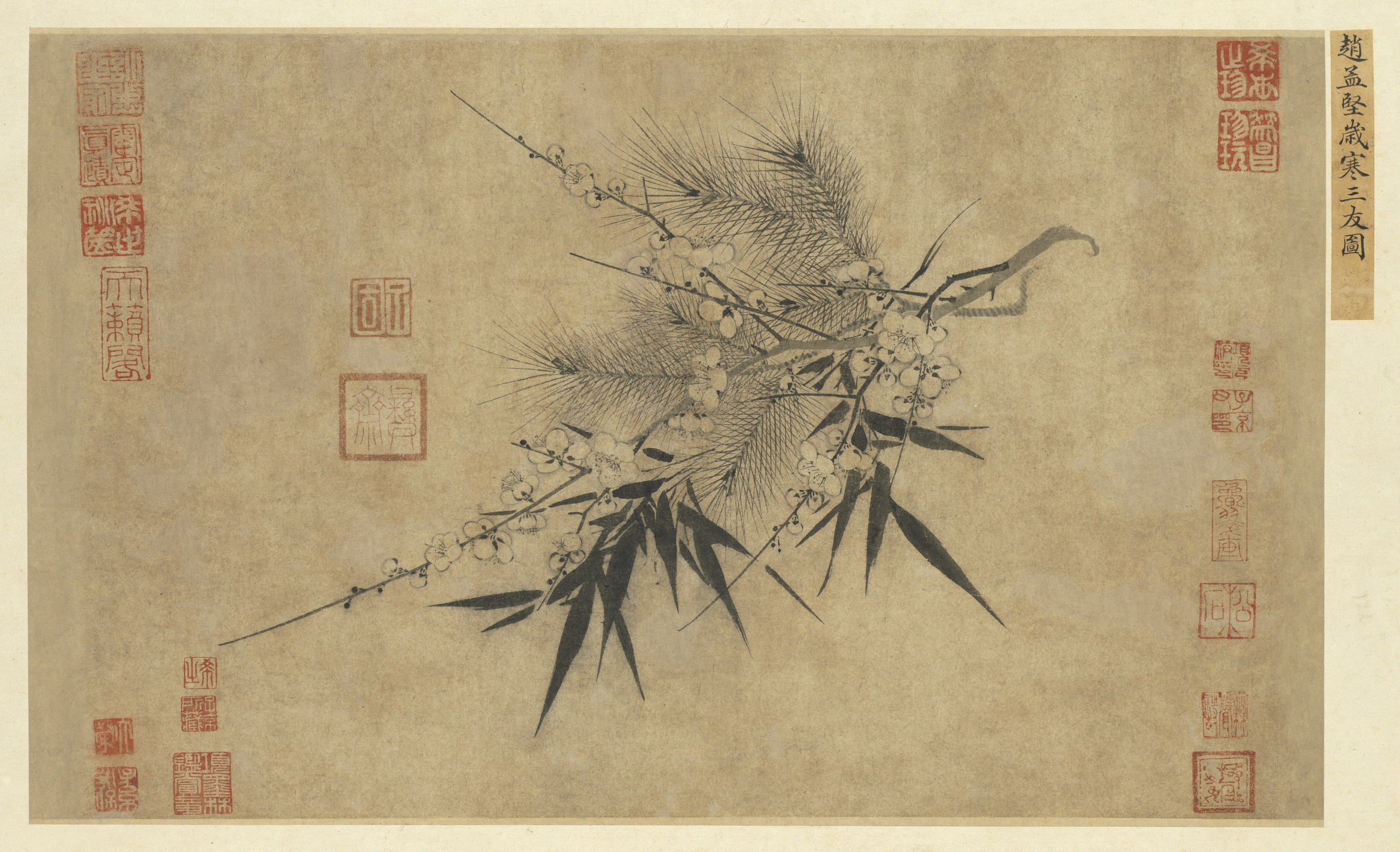
趙孟堅（中国語版） 『歳寒三友図』、13世紀。三友図は日本の松竹梅のルーツだが、もともと「おめでたさ」を表すものではなかった。
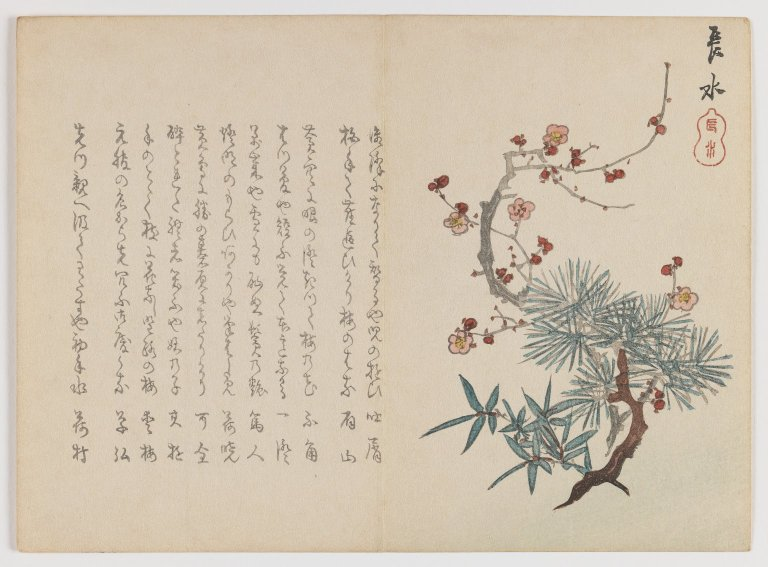
藪長水『三友図』、19世紀。日本人の手によるもの。
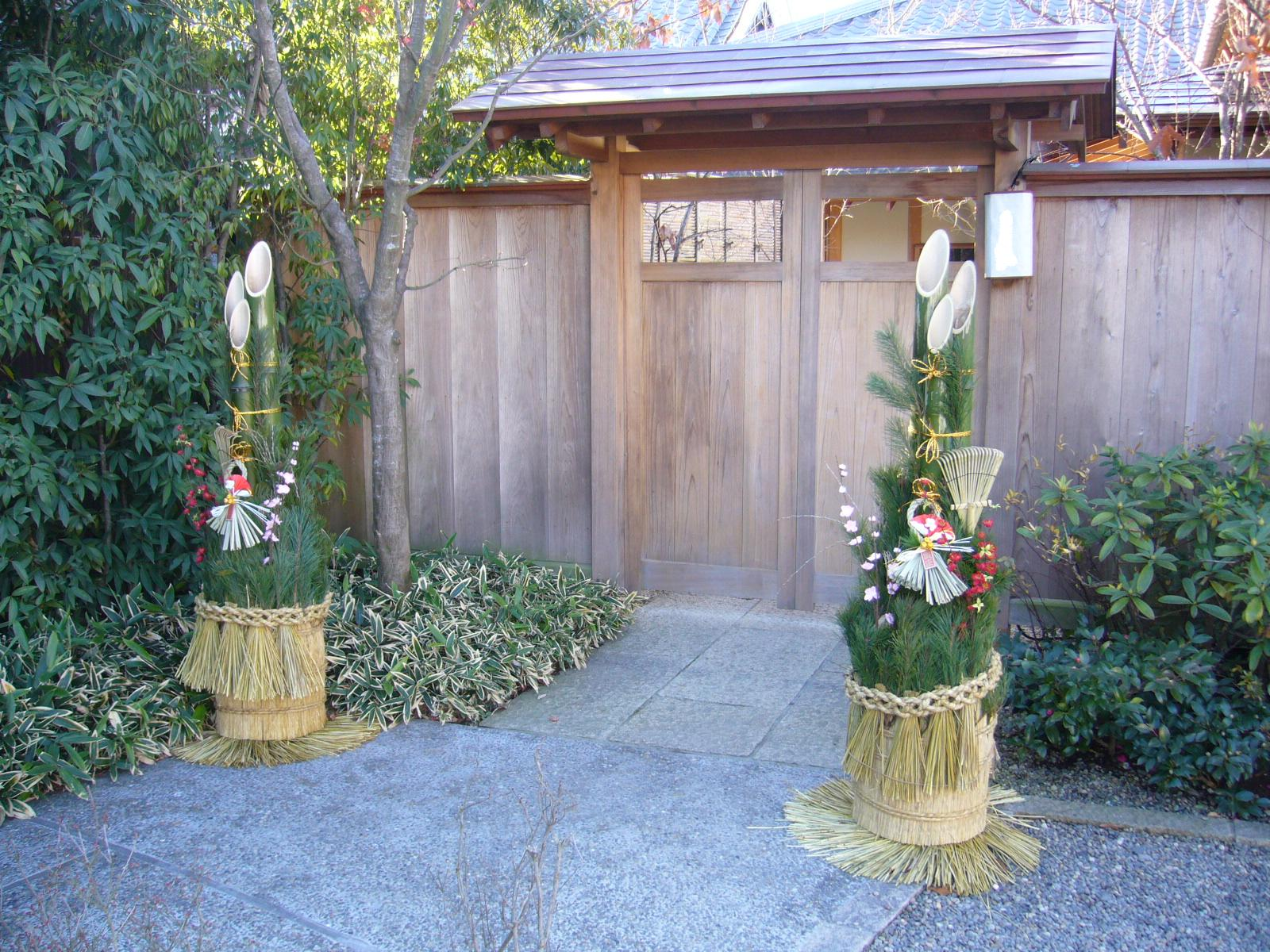
松竹梅をあしらった門松。
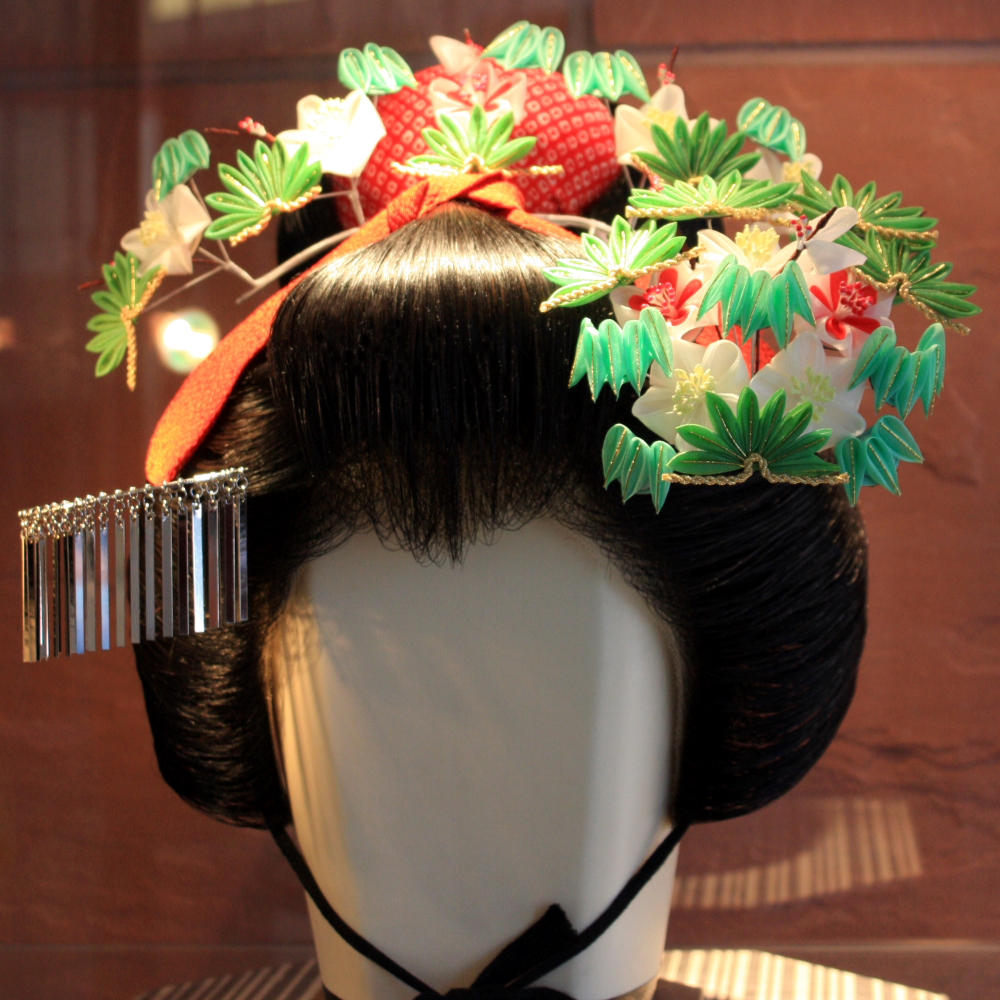
舞妓の簪。月替わりで付け替える簪のうち、これは1月限定のものである。
梅鉢紋。天満宮や菅原道真の象徴として使われる。

切手
- 1982年（昭和57年）8月23日発売 70円普通切手慶事用
- 1989年（平成元年）8月10日発売 72円普通切手慶事用
- 1994年（平成6年）3月10日発売 90円普通切手慶事用
  - すべて同一意匠で額面および刷色違い

## 等級の呼称としての松竹梅
松・竹・梅を3種類（Good–better–best）の等級名として使うことがある。松を最上級とし、次いで竹、梅とする場合が多いが、梅を最上級とする場合もある。もともと瑞祥としての松竹梅には明確な優劣があるわけではない。
江戸時代、京・嶋原や大坂・新町の遊廓においては、遊女の格付けにも使われた。松は太夫（たゆう）、梅は天神、竹は囲（かこい、鹿恋とも。また単に鹿とも呼ばれた）である。